# Corinne Suter
Corinne Suter, född 28 september 1994, är en schweizisk alpin skidåkare som debuterade i världscupen den 26 november 2011 i Aspen i USA.
Under VM i Åre 2019 vann hon två medaljer: ett silver i störtlopp och ett brons i super-G.
Hon deltog vid olympiska vinterspelen 2018.